# Plateau de Muráň
Muránska planina, traduit par plateau de Muráň ou plaine de Muráň, est un plateau du centre de la Slovaquie, situé entre Brezno, Červená Skala (dans la commune de Šumiac), Muráň et Tisovec. Il se situe dans les monts Métallifères slovaques, région des Carpates occidentales, dans le Karst Spiš-Gemer.
Le parc national de Muránska planina est l'un des plus récents parcs nationaux de Slovaquie, déclaré en octobre 1997 et ouvert le 27 mai 1998.